# Albert von Liebenau
Hermann Albert Ludwig Adolf Wilhelm von Liebenau (* 29. März 1799 in Stettin; † 16. Oktober 1871 in Potsdam) war ein preußischer Generalmajor

## Leben

### Herkunft und Familie
Albert von Liebenau war Angehöriger der preußischen Linie des Adelsgeschlechts Liebenau. Seine Eltern waren der preußische Oberstleutnant Friedrich Karl Ludwig von Liebenau (1764–1841) und Karoline Eleonore Antoinette, geborene von Flemming (1767–1845). 
Er vermählte sich 1835 mit Konradine von Goldbeck (1807–1873). Aus der Ehe gingen eine Tochter Karoline Friederike Ludowika (1838–1860) und der Sohn Eduard (1840–1900), preußischer Generalmajor und Oberhof- und Hausmarschall von Kaiser Wilhelm II., hervor. 

### Werdegang
Liebenau besuchte das Berliner Kadettenhaus und wurde 1817 als Sekondeleutnant dem 13. Infanterie-Regiment der Preußischen Armee überwiesen. Er avancierte 1828 zum Premierleutnant sowie 1835 zum Kapitän und Kompaniechef. 1846 wechselte Liebenau als Major und Kommandeur zum I. Bataillon im 21. Landwehr-Regiment und 1851 zum 12. Infanterie-Regiment. 1853 stieg er zum Oberstleutnant auf und wurde 1854 Kommandeur des 23. Infanterie-Regiments. Nachdem er 1854 seine Beförderung zum Oberst erhalten hatte, erhielt er 1857 seinen Abschied mit Pension und wurde im selben Jahr mit seiner Pension zur Disposition gestellt. Anlässlich der Krönungsfeierlichkeiten von König Wilhelm I. wurde er 1861 mit dem Roten Adlerorden III. Klasse mit Schleife ausgezeichnet.